# Nur Al Jawahiri
Nur Al Jawahiri (23 juli 2003) is een voetbalspeelster uit Nederland.
Ze speelt als aanvallend middenveldster voor Excelsior in de Vrouwen Eredivisie. De aanvalster is naast dat ze speler van Excelsior is, ook nog een geneeskundestudent.

## Statistieken
| Seizoen | Club      | Land      | Competitie         | Wedstrijden | Doelpunten |
| ------- | --------- | --------- | ------------------ | ----------- | ---------- |
| 2019/20 | Excelsior | Nederland | Vrouwen Eredivisie | 1           | 0          |
| 2020/21 | Excelsior | Nederland | Vrouwen Eredivisie | 4           | 0          |
| 2021/22 | Excelsior | Nederland | Vrouwen Eredivisie | 4           | 0          |
| Totaal  | Totaal    | Totaal    | Totaal             | 9           | 0          |

Laatste update: sep 2021